# Леон Фредерік
Леон Фредерік  (нід. Léon Frédéric 26 серпня, 1856, Брюссель — 25 січня, 1940, Шербек) — уславлений бельгійський художник і графік, представник символізму.

## Ранні роки
Він був сином заможного банкіра. Народився у місті Брюссель. У сина виявились художні здібності. Батьки не ставали у перешкоді прагненню сина стати художником і сплатили навчання сина у Королівській академії красних мистецтв. Його вчителем у академії був Жан-Франсуа Порталес (1818—1895), представник класицизму. Навчання тривало з 1871 до 1878 р. По закінченні академії він наймав майстерню, аби штудіювати живу модель, а не гіпсові скульптури, як то практикували у академії. Відомо, що у 1876–1878 роках він готувався до конкурсу на Римську премію, аби мати можливість за кошти держави відвідати Італію та стажуватися там як художнику. Але журі не визнало його твори гідними премії.

## Праця в Італії
Син отримав підтримку (психологічну і фінансову) від батька-банкіра і той сплатив синові перебування у Італії і без отримання Римської премії.
Леон Фредерік  добре використав перебування у Італії, де відвідав Неаполь, Рим, Флоренцію та Венецію, як і більшість іноземних художників-стажерів. Повагу викликає перелік майстрів, котрих старанно вивчав молодий художник з малим життєвим досвідом. Серед них — Доменіко Гірляндайо та Сандро Боттічеллі, художники вдумливі, працьовиті, релігійні картини і фрески котрих наповнені особливими настроями, інтелектуальними пошуками.
В роки перебування у Італії зміцніла його техніка малювання, в чому вбачають впливи художньої техніки Сандро Боттічеллі, одного з найкращих флорентійських майстрів малюнка. Леон Фредерік теж звертатиметься до створення релігійного живопису, але не релігійний живопис головуватиме в його подальшій творчості.

## Зрілі роки

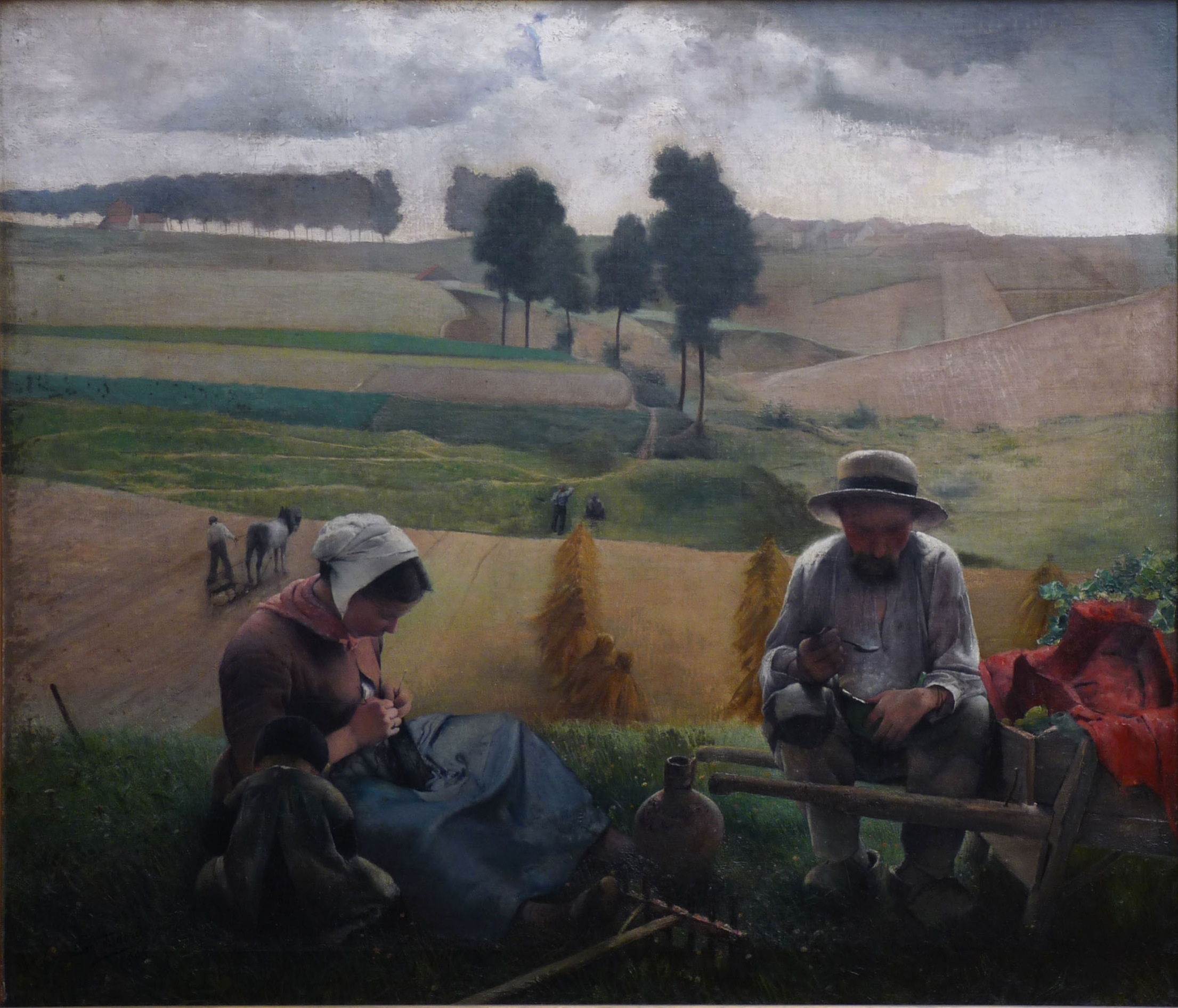
«Праця в обідню пору», бл. 1900 р.

Після повернення з Італії у 1879 році він узяв участь у Брюссельському салоні, і потім став учасником художнього товариства  L'ESSOR.
Він звернувся до побутового жанру, в картинах котрого розкрились найкращі якості його обдарування - добрий малюнок, свій підхід до начебто знайомих тем і сюжетів, особливий настрій його картин, аналоги котрих відшукували то у Пітера Брейгеля старшого, то у найкращих сучасників, представників символізму.
Леон Фредерік звертався до створення триптихів, де індивідуально розробляв як сюжетні теми, так навіть і натюрморти. Створення триптихів — давня традиція  нідерландських художників при створенні сакральних картин.  Леон Фредерік створює триптихи з нібито побутовими темами, але картини доповнюють одна одну, мають насичене психологічне забарвлення і набувають значення символів. Серед творів цього періоду — триптих «Подавці крейди». Митець подав три епізоди з похмурого побуту продавців немудрящого товару вранці, в обідню пору і ввечері. Кожна з картин — символ бідності, важкого заробляння на хліб насущний і взаємопідтримки цих майже жебраків-бельгійців.
Про важкий побут пересічних бельгійців красномовно розказують речі у старій коморі — селянський реманент, всі ці діжки і реміснича продукція (триптих «Стара комора»).
Обдарування митця наче уникало відкритих конфліктів, галасливого драматизма. Тим не менше тема співчуття до пригноблених і прихований, тихий відчай був присутній у більшості його самостійних картин.

## Зовнішні біографічні події

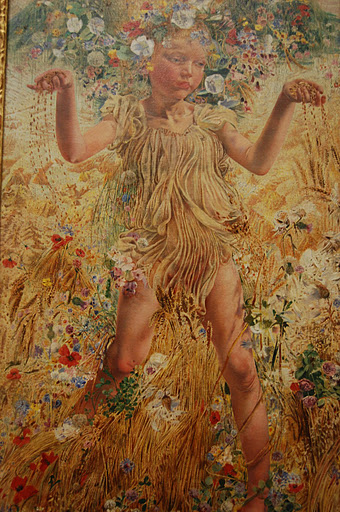
Леон Фредерік. Алегорія літа. Пенсільванська академія образотворчих мистецтв.

1883 року він оселився у Нафрейтурі у бельгійських Арденнах. Згодом відвідав Німеччину, Голландію та Велику Британію.
Отримав за власні картини золоті медалі на Всесвітніх виставках 1889 та 1900 років. Бронзову медаль йому присудили і у Сполучених Штатах, а п'ять його картини придбала до власних збірок Пенсільванська академія образотворчих мистецтв.
1899 року він перебрався на житло у власний будинок у Шербек, де житиме до власної смерті. 
1904 року він прийнятий до складу Бельгійської Королівської академії.

## Барон Леон Фредерік
Леон Фредерік вже мав міжнародну відомість, коли прийшло і його визнання у Бельгії. 
24 квітня 1929 року король Альберт I надав  двом місцевим художникам,  Леону Фредеріку та Джеймсу Энсору, титул барона.

## Неповний перелік творів
- «Автопортрет», 1900 р.
- «Автопортрет перед кущем троянд»
- «Алегорія ночі»
- «Діти в саду»

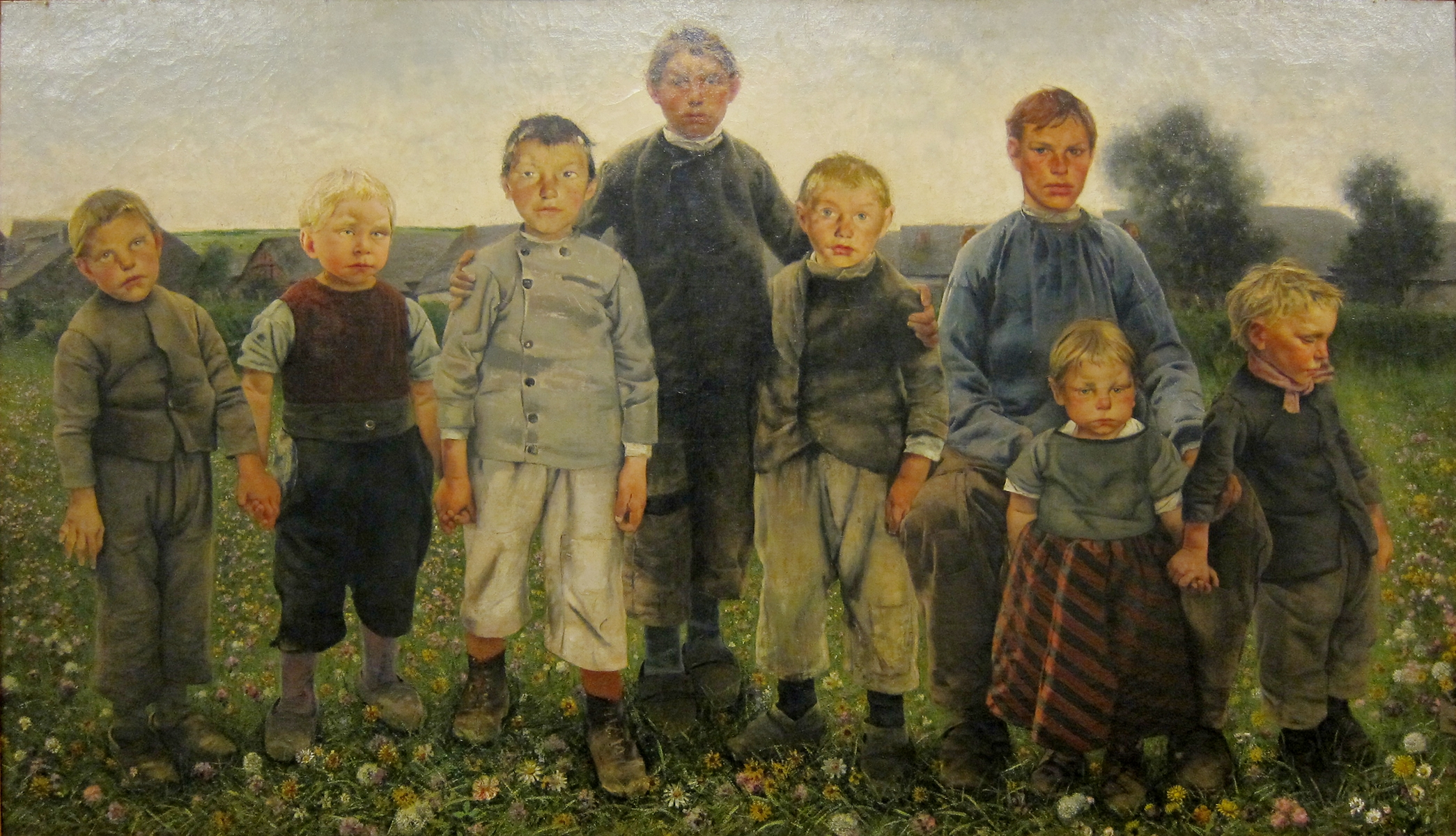
«Хлопчики підлітки», цикл «Пори життя »

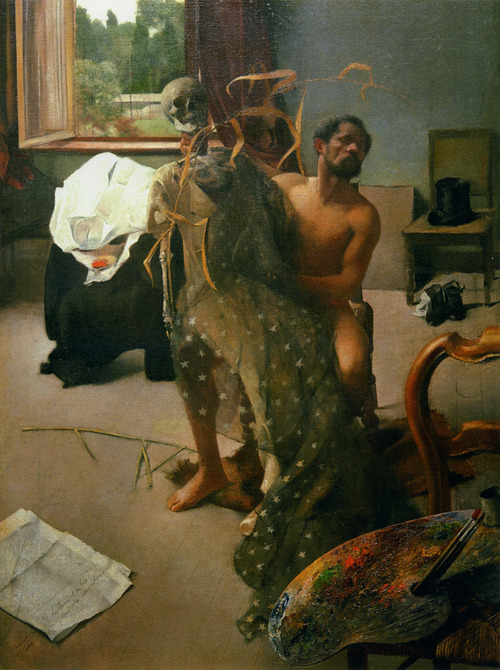
«Майстерня художника», 1882 р.

- «Продавці крейди ранком», 1882 рік.
- «Бідняцький обід продавців крейди », 1882 рік.
- «Продавці крейди ввечері» (Повернення додому), триптих, 1882 рік.
- «Стара комора», триптих
- «Хлопчики підлітки», цикл «Пори життя »
- «Дівчатка підлітки», цикл «Пори життя »
- «Діди з онуками», цикл «Пори життя »
- «Весна» («Дівчина з квітами»)
- «Стара селянка» (портрет у повний зріст)
- «Майстерня художника», 1882 р.
- «Поминальна молитва», 1886 рік.
- «Дві валлонські сільські дівчинки», 1888 р.
- «Чотири сезони» ( «Пори року»)
- «Джерело життя»
- «Праця в обідню пору», бл. 1900 р. ]]
- «Ранок», 1901 р.
- «Дюни у Хейсті», 1905 рік
- «Екзотичний розквітлий рододендрон», 1907 рік.

## Обрані твори

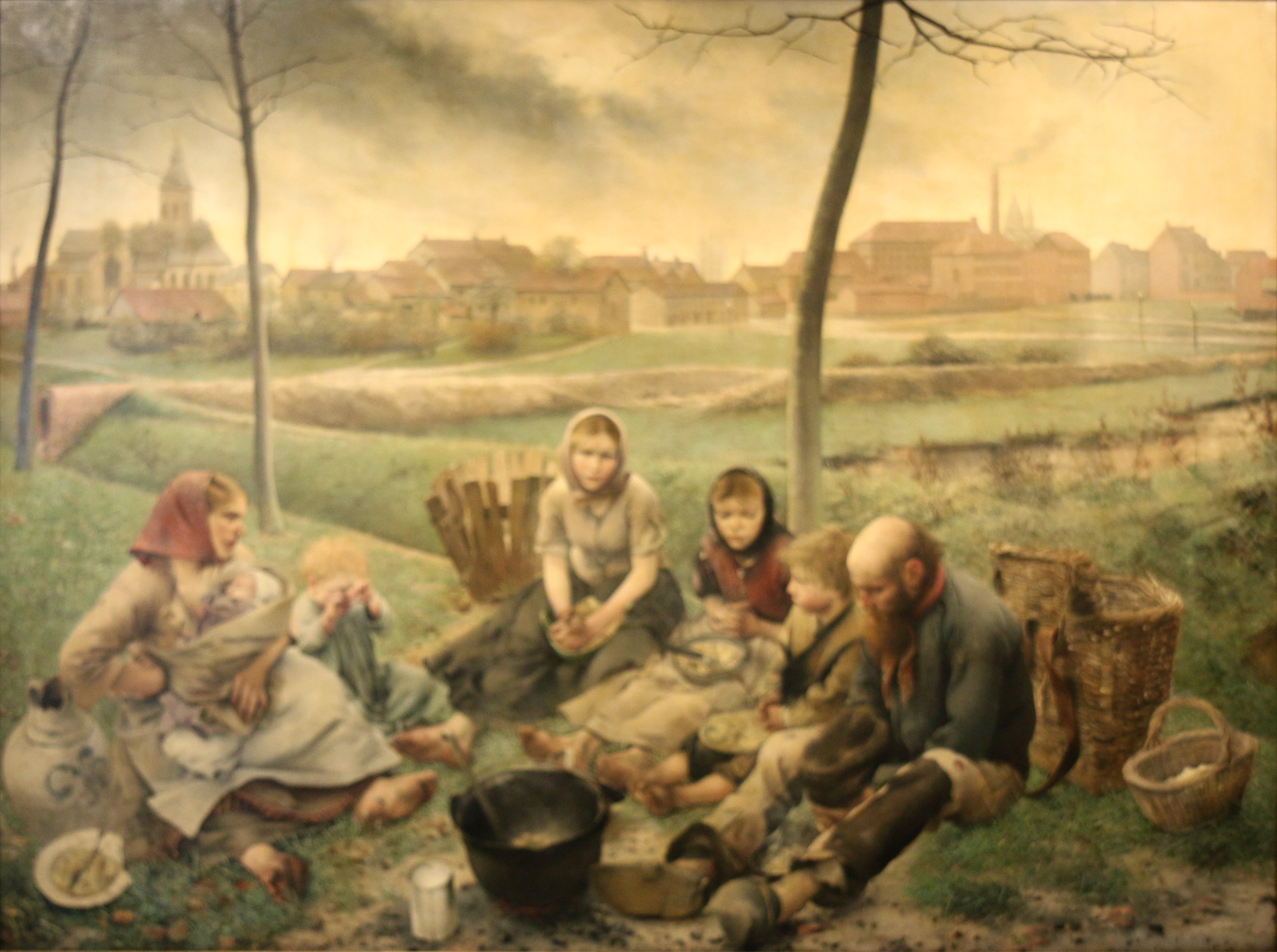
«Бідняцький обід продавців крейди», 1882 рік.

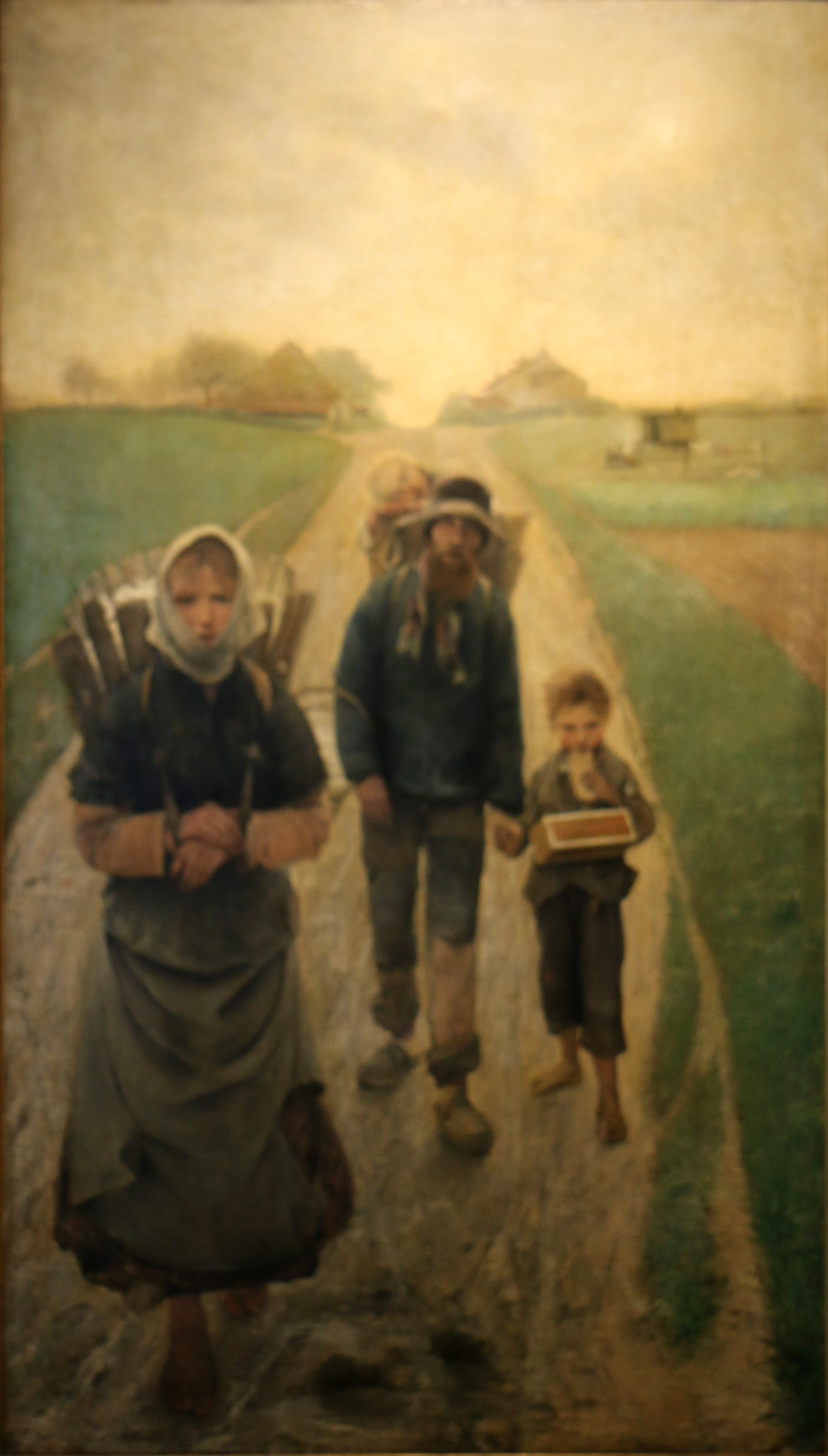
«Продавці крейди ранком», 1882 рік.
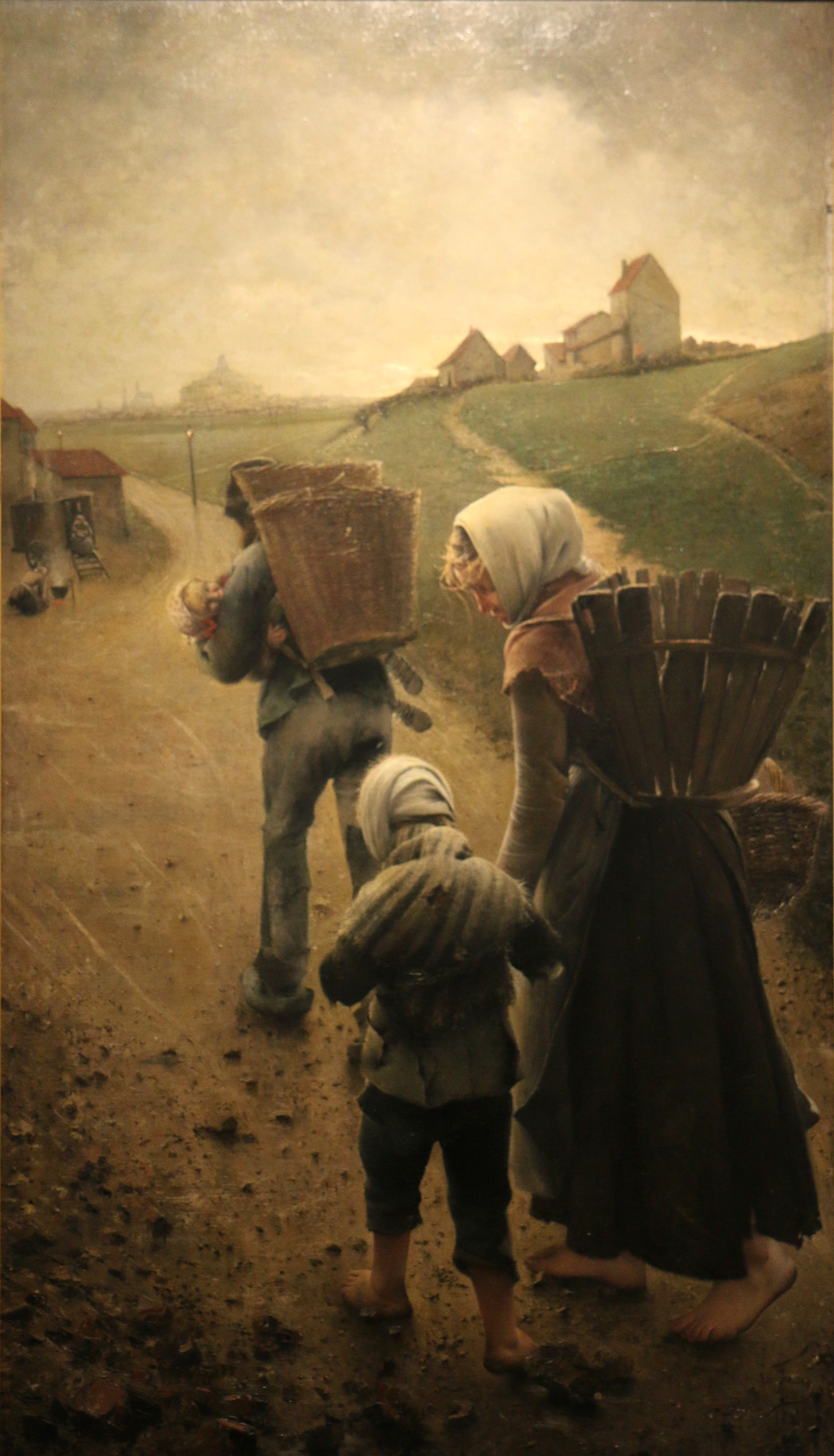
«Продавці крейди ввечері», 1882 рік.
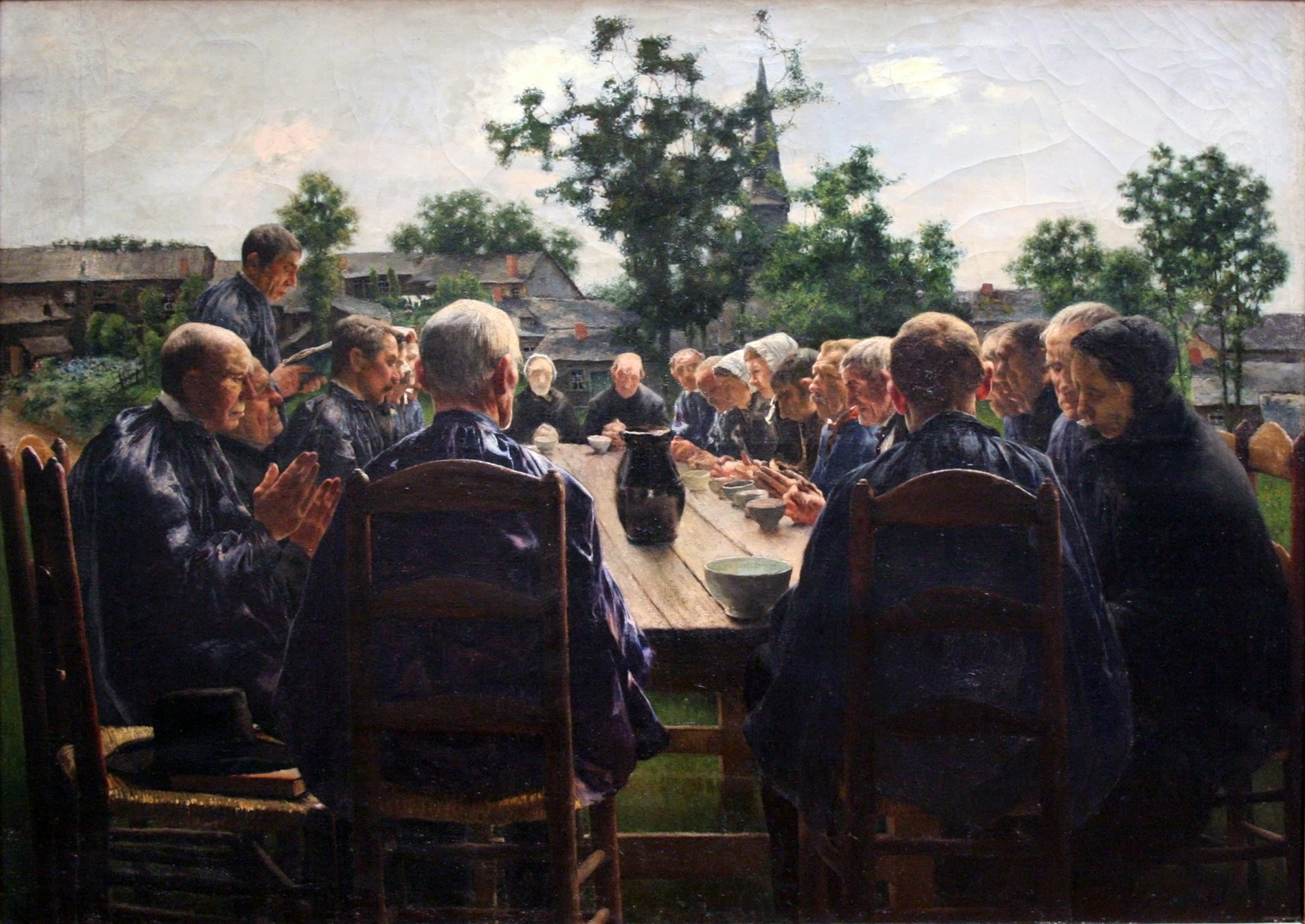
«Поминальна молитва», 1886 рік.
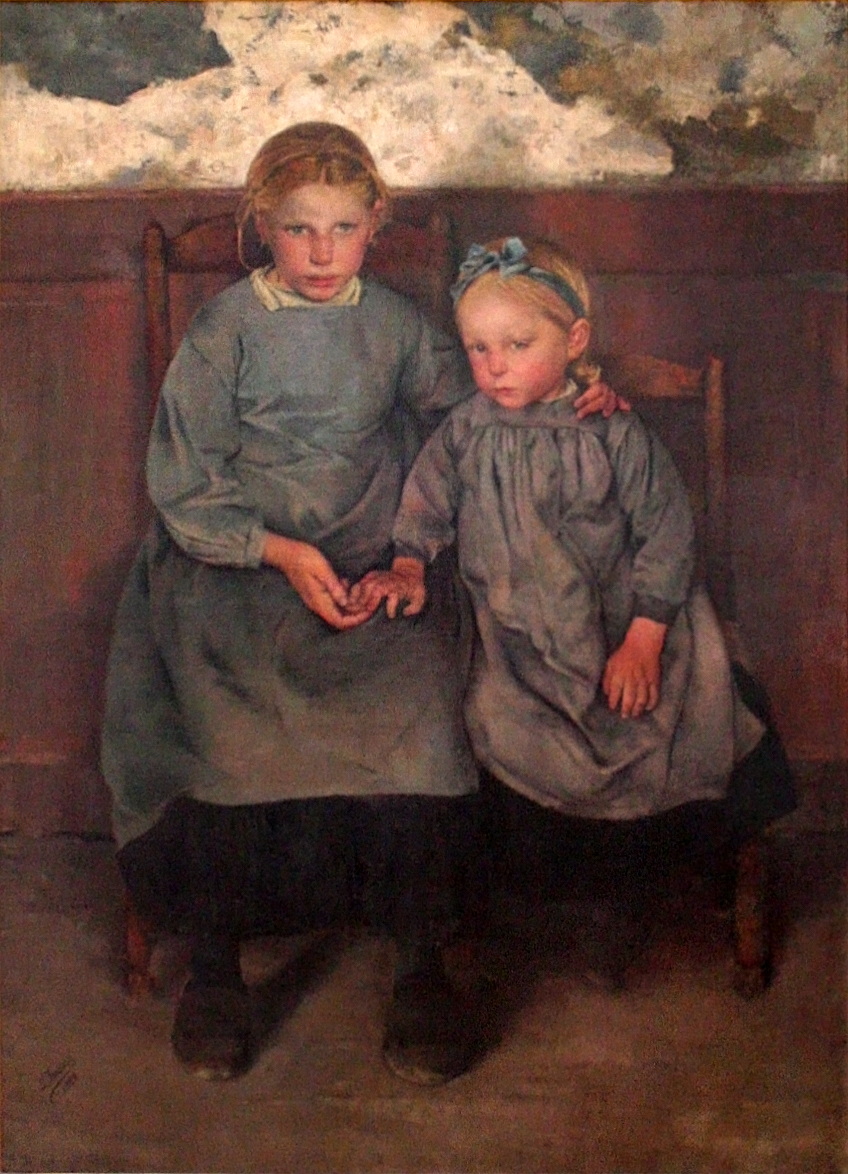
«Дві валлонські сільські дівчинки», 1888 р.
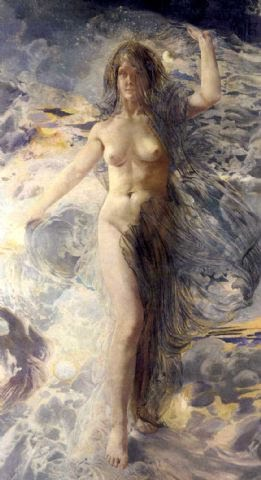
«Аврора», бл. 1900 рік.
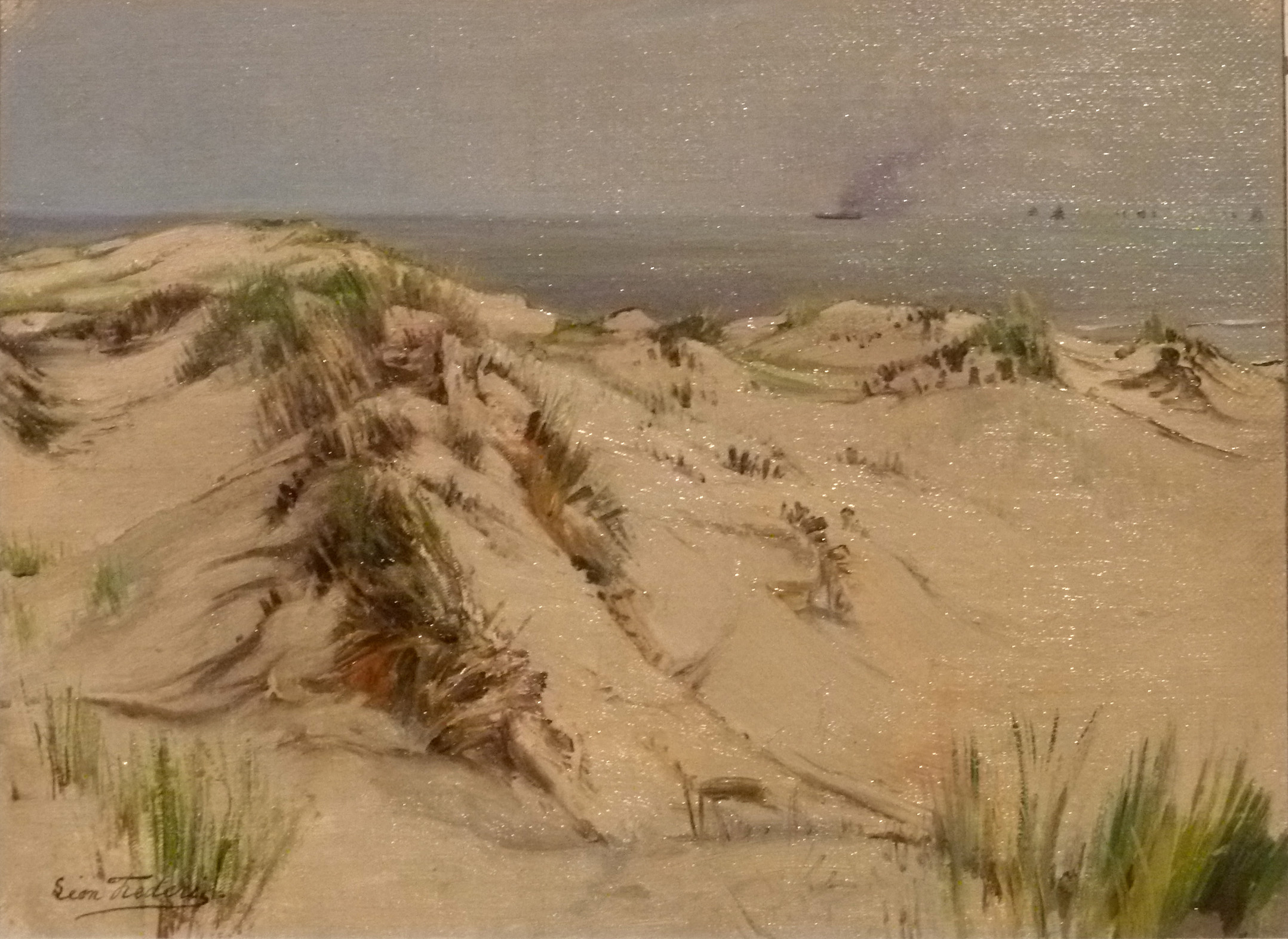
«Дюни у Хейсті», 1905 рік
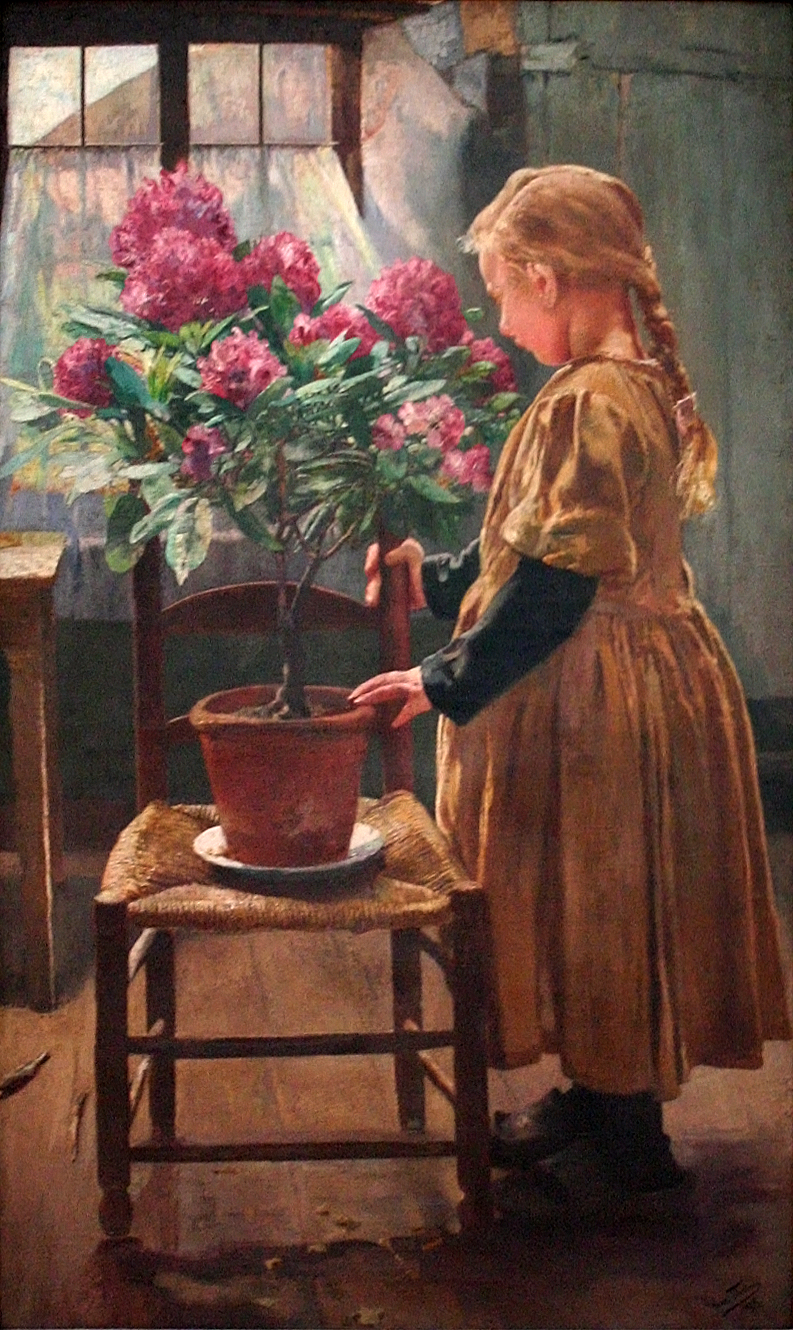
«Екзотичний розквітлий рододендрон», 1907 рік.

## Графіка художника

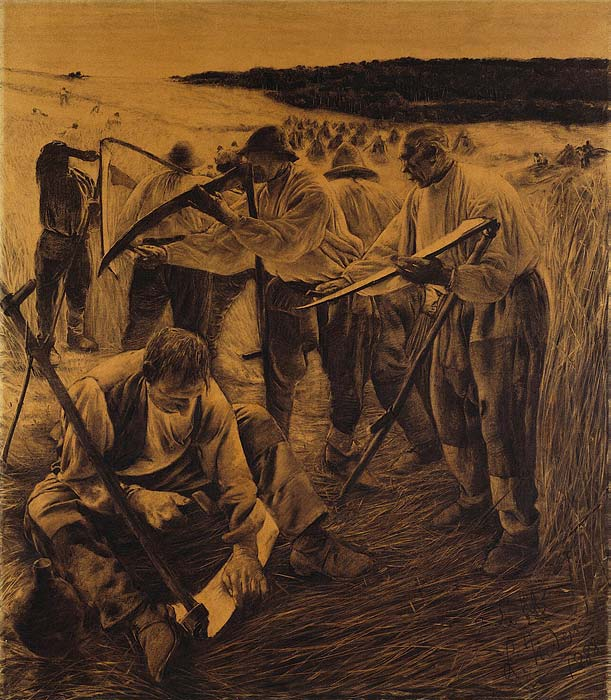
«Сіножать», Ермітаж, кінець 19 ст.
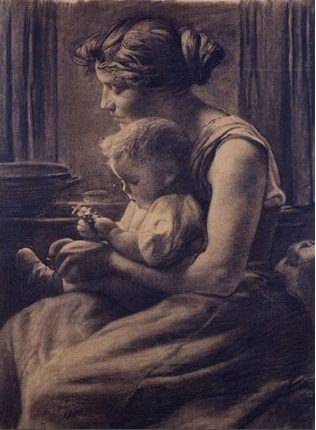
«Молода мати», 1904 р.